# Jay Clayton (Musikerin)

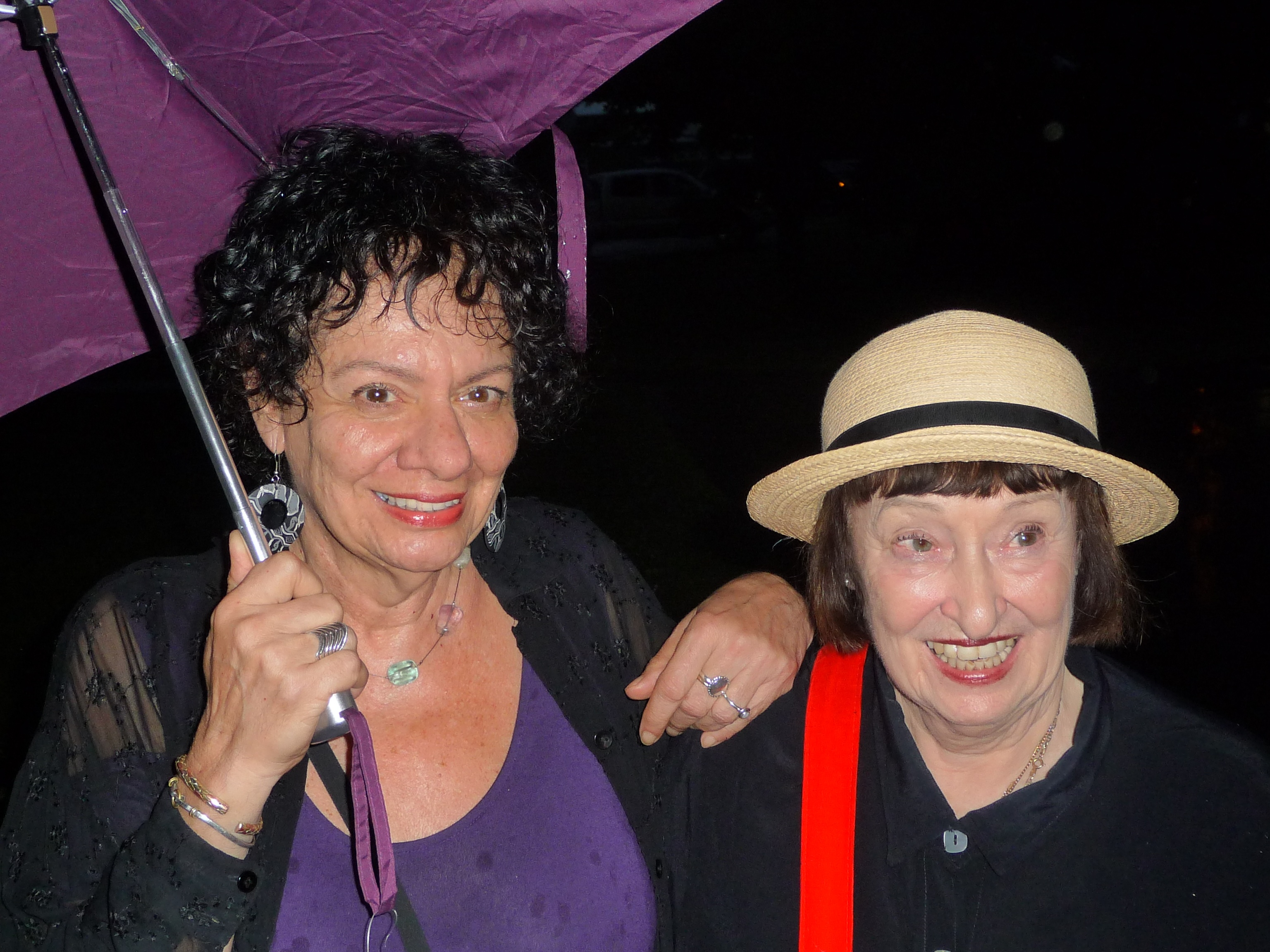
Jay Clayton mit Sheila Jordan (rechts 2011)

Jay Clayton (* 28. Oktober 1941 in Youngstown, Ohio, als Judith Colantone; † 31. Dezember 2023 in New Paltz, New York) war eine US-amerikanische Vokalistin zwischen Jazz und Neuer Musik. Sie leistete einen bedeutenden Beitrag zur Entwicklung des zeitgenössischen Jazz, insbesondere durch ihre experimentelle Herangehensweise an Vokaltechniken und ihre Fähigkeit, verschiedene musikalische Genres zu verschmelzen.

## Leben und Wirken
Clayton spielte früh Akkordeon und Klavier, um dann klassische Musik an der Miami University in Oxford (Ohio) zu studieren. Dann kam sie 1963 nach New York City, wo sie als Büroangestellte arbeitete und bei Musikern wie Steve Lacy Privatunterricht nahm. Mit ihrem damaligen Mann, dem Perkussionisten Frank Clayton, organisierte sie bereits 1967 Loftkonzerte, auf denen sie mit Sam Rivers, Cecil McBee, Joanne Brackeen, Dave Liebman, Jeanne Lee, Bob Moses, John Gilmore und Jane Getz in Kontakt kam. Bereits damals begann Clayton aufgrund ihrer Fähigkeit zum Voicing als Avantgarde-Sängerin anerkannt zu werden. Sie gehörte zu den ersten Sängern, die Gedichte und Electronics in ihre Improvisationen eintrugen, und hat auch hervorragende Interpretationen von Kompositionen von John Cage vorgelegt. Sie war ferner langjähriges Mitglied im Ensemble des minimalistischen Komponisten Steve Reich.
Bereits 1971 führte Clayton erste Workshops durch, teils gemeinsam mit Jeanne Lee. Sie arbeitete damals mit Muhal Richard Abrams, aber auch mit den Gruppen von John Fischer und von Byron Morris. Später ist sie auch mit Kirk Nurock, Stanley Cowell, dem String Trio of New York, Lee Konitz, Bud Shank, Randy Halberstadt, Charlie Haden und Fred Hersch aufgetreten und war 1982/84 am Vocal Summit mit Jeanne Lee, Lauren Newton, Urszula Dudziak und Bobby McFerrin beteiligt. Sie veröffentlichte ihre eigenen Gruppen als Jay Clayton Project und trat mit anderen Sängern unter dem Titel Different Voices auf. Mit dem Schlagzeuger Jerry Granelli und der Saxophonistin Jane Ira Bloom trat sie im Trio Outskirts auf. Sie war an zahlreichen Platten und CD-Produktionen beteiligt.
Clayton fungierte als künstlerische Leiterin des ersten Women in Jazz Festival, das Cobi Narita 1979 produzierte. Sie war als Beraterin für die Fernsehserie Women in Jazz (ABC) tätig. Von 1981 bis 2001 lehrte Clayton am Cornish College of the Arts in Seattle, wo sie u. a. mit Jim Knapp arbeitete; daneben war sie auch an der Universität für Musik und darstellende Kunst Graz, der Hochschule für Musik Köln und der Universität der Künste Berlin tätig. Gemeinsam mit Sheila Jordan gab sie viele Jahre lang Workshops. 2001 veröffentlichte sie ihr Buch Sing Your Story, dem zwei weitere Lehrbücher folgten. Ab  2001 lebte sie wieder überwiegend in New York, gehörte aber zudem zur Fakultät des Peabody Conservatory an der Johns Hopkins University. Ihre beiden letzten Lebensjahre wurden durch eine Erkrankung an Lungenkrebs überschattet.

## Diskographische Hinweise
- Spihumonesty (Black Saint, 1980)
- Sound Songs (JMT/Winter & Winter, 1986)
- As Tears Go By & Some More Songs (Jazzwerkstatt, 1987)
- John Cage: Four Walls (Tomato, 1989)
- The Jazz Alley Tapes (Hep, 1992)
- Beautiful Love (Sunnyside, 1995)
- Circle Dancing (Sunnyside, 1997)
- Brooklyn 2000 (2001)
- The Peace of Wild Things (Sunnyside, 2007)
- Harry Who?: A Tribute to Harry Warren (Sunnyside, 2013)
- Unraveling Emily (Sunnyside, 2017)
- Jay Clayton, Fritz Pauer, Ed Neumeister: 3 for the Road (MeisteroMusic, 2020)
- Jay Clayton & Jerry GranelIi: Alone Together (2020)
- Judy Niemack & Jay Clayton: Voices in Flight (2023)

## Veröffentlichungen
- Jay Clayton: Sing Your Story: A Practical Guide for Learning and Teaching the Art of Jazz Singing Advance Music 2001
- Jay Clayton: Jazz Vocal Practice Series Vol 1. Advance Music
- Jay Clayton: Jazz Vocal Practice Series Vol 2 – Vamps and Blues – Practice Improvisation. Advance Music

## Lexigraphischer Eintrag
- Martin Kunzler: Jazz-Lexikon. Band 1: A–L (= rororo-Sachbuch. Bd. 16512). 2. Auflage. Rowohlt, Reinbek bei Hamburg 2004, ISBN 3-499-16512-0.